# Munggugebang
Munggugebang is een bestuurslaag in het regentschap Gresik van de provincie Oost-Java, Indonesië. Munggugebang telt 2495 inwoners (volkstelling 2010).